# Бібліографія Річарда Бротіґана
Основна стаття: Річард Бротіґан
На цій сторінці наведено повний перелік творів Річарда Бротіґана (1935—1984) — американського письменника, відомого своїми віршами, романами й оповіданнями.

## Збірки віршів
- Бротіґан, Річард (1957). Повернення річок[en]. Сан-Франциско: Inferno Press.
- Бротіґан, Річард (1958). Галілейський автоспинщик[en]. Сан-Франциско: White Rabbit Press.
- Бротіґан, Річард (1959). Покладіть мармуровий чай[en]. Сан-Франциско: Carp Press.
- Бротіґан, Річард (1960). Восьминогів рубіж[en]. Сан-Франциско: Carp Press.
- Бротіґан, Річард (1967). За всіма наглядають машини люблячої благодаті[en]. Сан-Франциско: The Communication Company.
- Бротіґан, Річард (1968). Будь ласка, посадіть цю книгу[en]. Санта-Барбара: Graham Mackintosh.
- Бротіґан, Річард (1969). Пігулка проти спрінґгіллської гірничої катастрофи[en]. Сан-Франциско: Four Seasons Foundation.
- Бротіґан, Річард (1970). Роммель в'їжджає в Єгипет[en]. Нью-Йорк: Delacorte Press. ISBN 0-385-28863-8.
- Бротіґан, Річард (1976). [[Підняти ртуть вилами]][[:en:Loading Mercury with a Pitchfork|[en]]]. Нью-Йорк: Simon and Schuster. ISBN 0-671-22263-5. {{cite book}}: Назва URL містить вбудоване вікіпосилання (довідка)
- Бротіґан, Річард (1978). 30-те червня, 30-те червня[en]. Нью-Йорк: Delacorte Press. ISBN 0-385-28495-0.

## Романи
Бротіґан опублікував десять романів, а одинадцятий було опубліковано вже по його смерті.
- Бротіґан, Річард (1964). Генерал Конфедерації з Біґ-Сур. Нью-Йорк: Grove Press. ISBN 0-224-61923-3.
- Бротіґан, Річард (1967). Ловля форелі в Америці. Сан-Франциско: Four Seasons Foundation. ISBN 0-395-50076-1.
- Бротіґан, Річард (1968). У кавуновому цукрі[en]. Нью-Йорк: Four Seasons Foundation. ISBN 1-131-52372-5.
- Бротіґан, Річард (1971). [[Аборт. Історичний роман]][[:en:The Abortion: An Historical Romance 1966|[en]]]. Нью-Йорк: Simon and Schuster. ISBN 0-671-20872-1. {{cite book}}: Назва URL містить вбудоване вікіпосилання (довідка)
- Бротіґан, Річард (1974). [[Почвара Гоклайнів. Ґотичний вестерн]][[:en:The Hawkline Monster: A Gothic Western|[en]]]. Нью-Йорк: Simon and Schuster. ISBN 0-671-21809-3. {{cite book}}: Назва URL містить вбудоване вікіпосилання (довідка)
- Бротіґан, Річард (1975). Віллард і його бовлінґові призи. Завзятий детектив. Нью-Йорк: Simon and Schuster. ISBN 0-671-22065-9.
- Бротіґан, Річард (1976). Невдача зі сомбреро. Японський роман. Нью-Йорк: Simon and Schuster. ISBN 0-671-22331-3.
- Бротіґан, Річард (1977). Мріючи про Вавилон. Детективний роман. Нью-Йорк: Delacorte Press. ISBN 0-440-02146-4.
- Бротіґан, Річард (1980). Експрес Токіо — Монтана. Нью-Йорк: Delacorte Press. ISBN 0-440-08770-8.
- Бротіґан, Річард (1982). [[Аби вітер усе це не звіяв]][[:en:So the Wind Won't Blow It All Away|[en]]]. Нью-Йорк: Delacorte Press. ISBN 0-440-08195-5. {{cite book}}: Назва URL містить вбудоване вікіпосилання (довідка)
- Бротіґан, Річард (2000). Безталанна жінка. Подорож. Нью-Йорк: St. Martins Press. ISBN 0-312-26243-4.
  - Написаний 1982 і вперше опублікований посмертно у Франції 1994 року під назвою «Cahier d'un Retour de Troie» видавництвом «Christian Bourgois».

### Неопубліковані
- Бротіґан, Річард (1955–1956). Марсіянський бог (англ. The God of the Martians). Неопубліковано.

## Інші збірки
- Бротіґан, Річард (1971). [[Моріжкова помста]][[:en:Revenge of the Lawn|[en]]]. Нью-Йорк: Simon and Schuster. ISBN 0-671-20960-4. {{cite book}}: Назва URL містить вбудоване вікіпосилання (довідка)
  - Збірка оповідань.
- Бротіґан, Річард (1999). Збірка незнайдених творів Едни Вебстер ([[англійська мова|англ.]] The Edna Webster Collection of Undiscovered Writings). Нью-Йорк: Mariner Books. ISBN 978-0-395-97469-8. {{cite book}}: Назва URL містить вбудоване вікіпосилання (довідка)
  - Матеріали, які Бротіґан віддав Едні Вебстер, серед них оповідання та вірші, опубліковані посмертно.

## Інше
- Бротіґан, Річард (1970). Слухаємо Річарда Бротіґана (англ. Listening to Richard Brautigan) (Record). Harvest Records. ST-424.
  - Альбом записано в «Golden State Recorders» у Сан-Франциско, що призначався для «бітлзівського» Zapple Records, однак лейбл було закрито Алленом Клайном[en].

## Перекладено українською мовою
- American Dust website translation page [Архівовано 30 липня 2021 у Wayback Machine.].
- «Ловля форелі в Америці» (Komubook, 2017)
- «Генерал Конфедерації з Біґ-Сура» (Komubook, 2018)
- «Усе під наглядом машин ласкавої благодаті» (П'яний корабель, 2024)